# Антрево
Антрево́ (фр. Entrevaux, окс. Entrevaus) — коммуна во Франции, находится в регионе Прованс — Альпы — Лазурный Берег. Департамент коммуны — Альпы Верхнего Прованса. Административный центр кантона Антрево. Округ коммуны — Кастелан.
Код INSEE коммуны — 04076.

## Население
Население коммуны на 2008 год составляло 925 человек.
| 1962 | 1968 | 1975 | 1982 | 1990 | 1999 | 2008 |
| ---- | ---- | ---- | ---- | ---- | ---- | ---- |
| 860  | 677  | 686  | 698  | 785  | 742  | 925  |

## Экономика
В 2007 году среди 536 человек в трудоспособном возрасте (15—64 лет) 384 были экономически активными, 152 — неактивными (показатель активности — 71,6 %, в 1999 году было 72,2 %). Из 384 активных работали 343 человека (183 мужчины и 160 женщин), безработных было 41 (14 мужчин и 27 женщин). Среди 152 неактивных 31 человек были учениками или студентами, 74 — пенсионерами, 47 были неактивными по другим причинам.

## Достопримечательности
- Маслобойня (XVIII век, действующая)
- Солнечные часы (1572 год)
- Музей мотоциклов
- Крепость Вобан
- Кафедральный собор Успения Божьей Матери, исторический памятник
- Часовни: Сен-Жан-дю-Дезер, Сен-Пьер-о-Брек, Св. Иоанна Крестителя и Св. Маргариты, Сен-Жозеф, Сен-Клод, Сен-Луи

## Фотогалерея

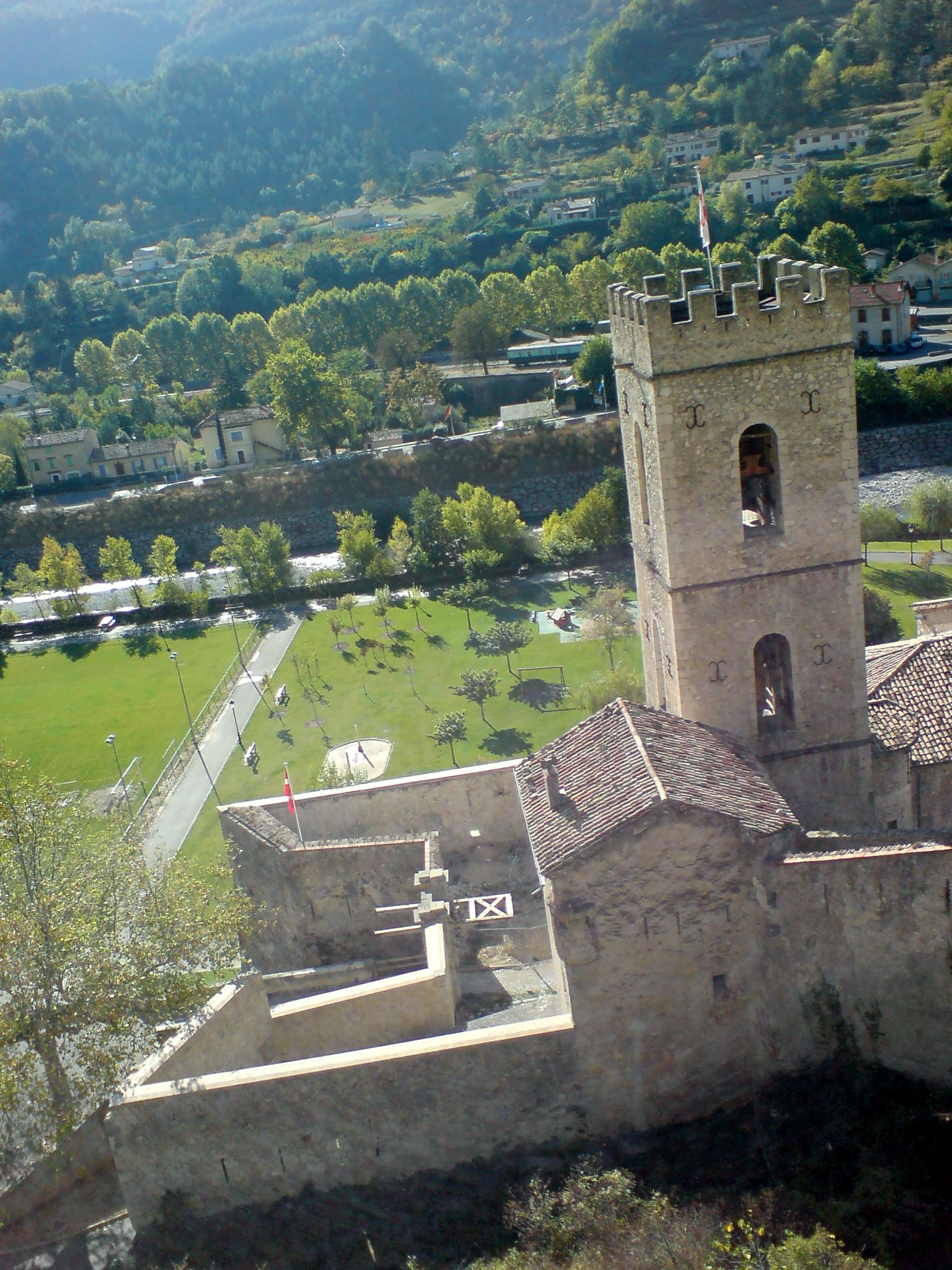
Колокольня собора
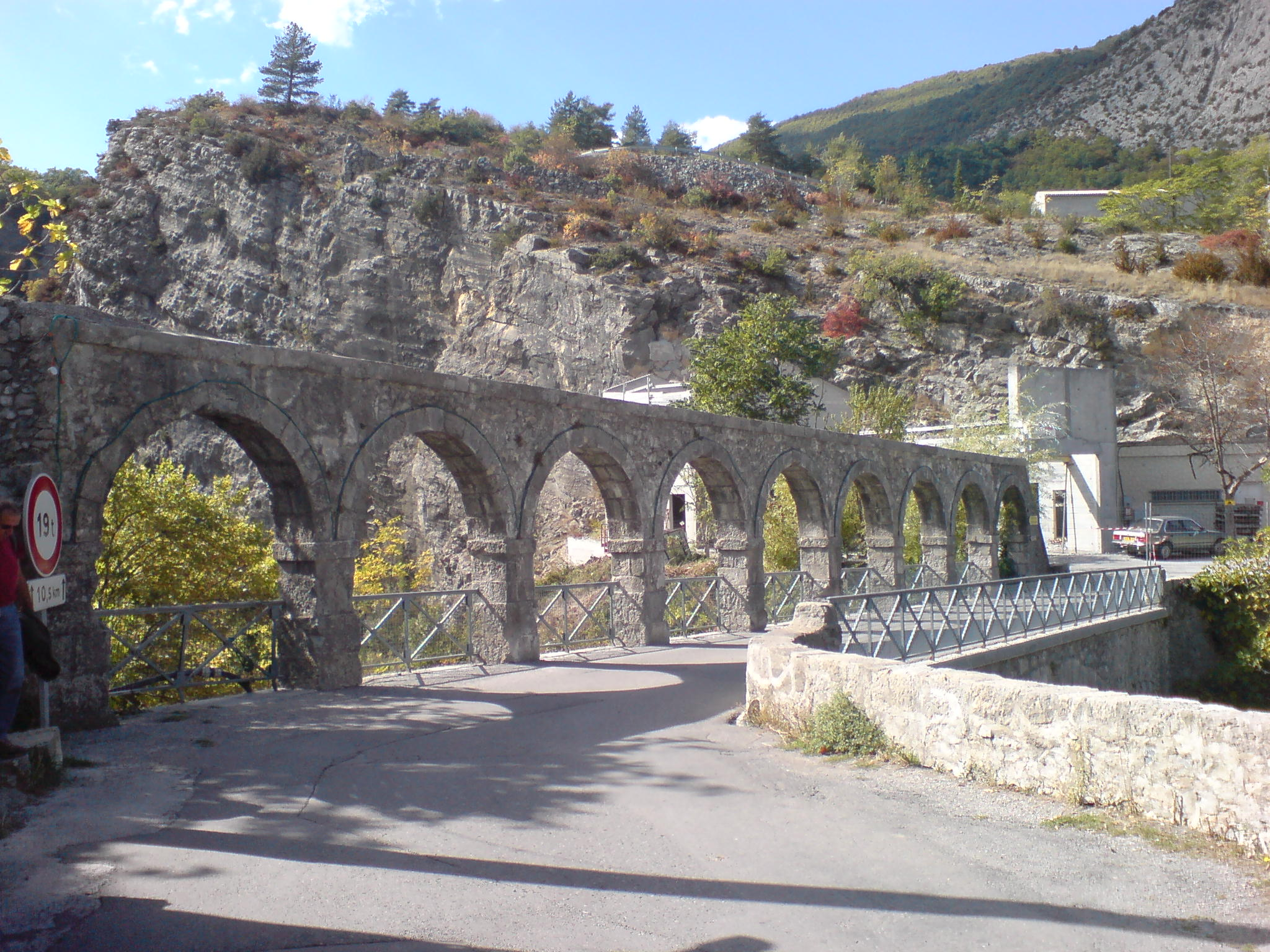
Акведук
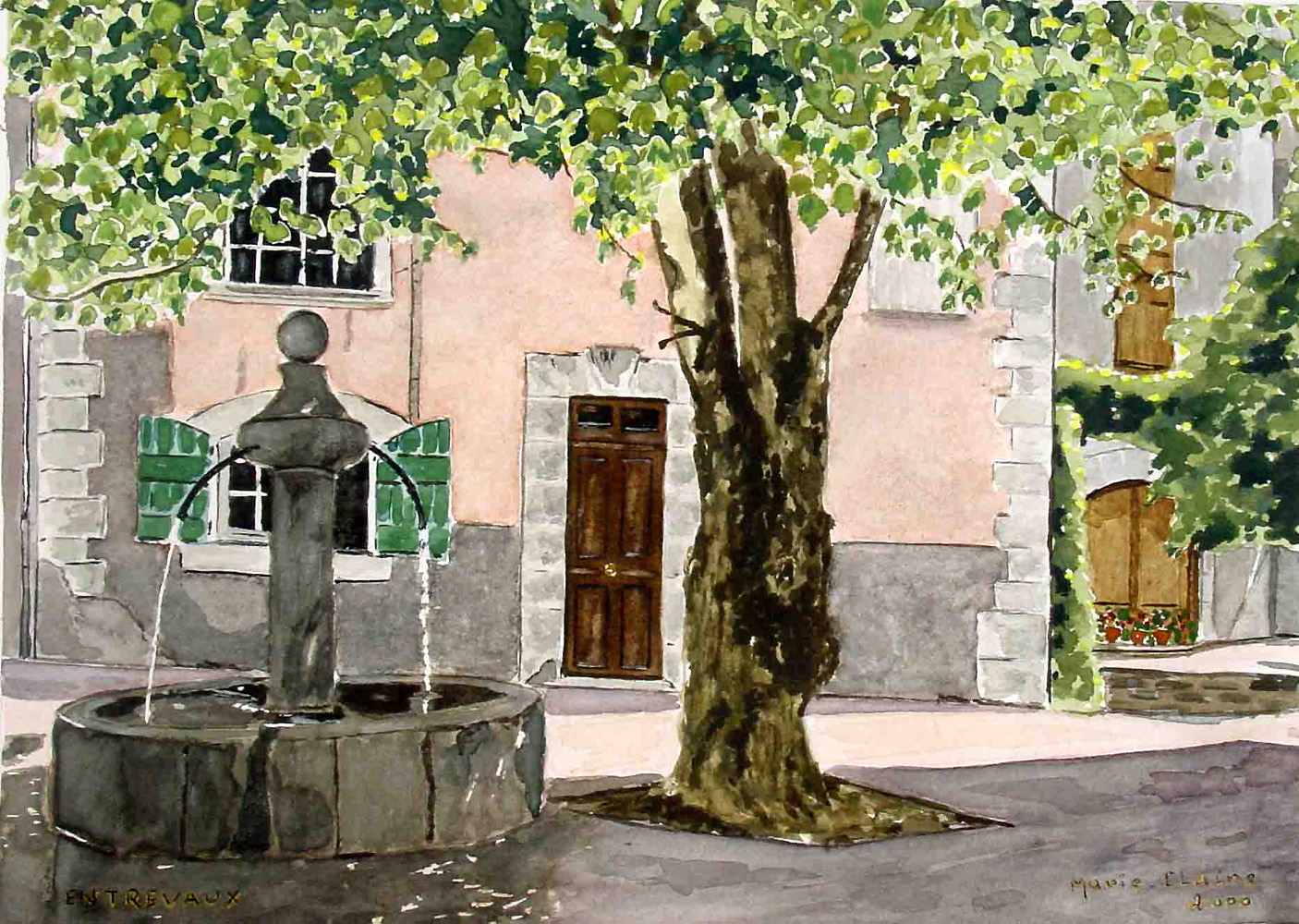
Фонтан
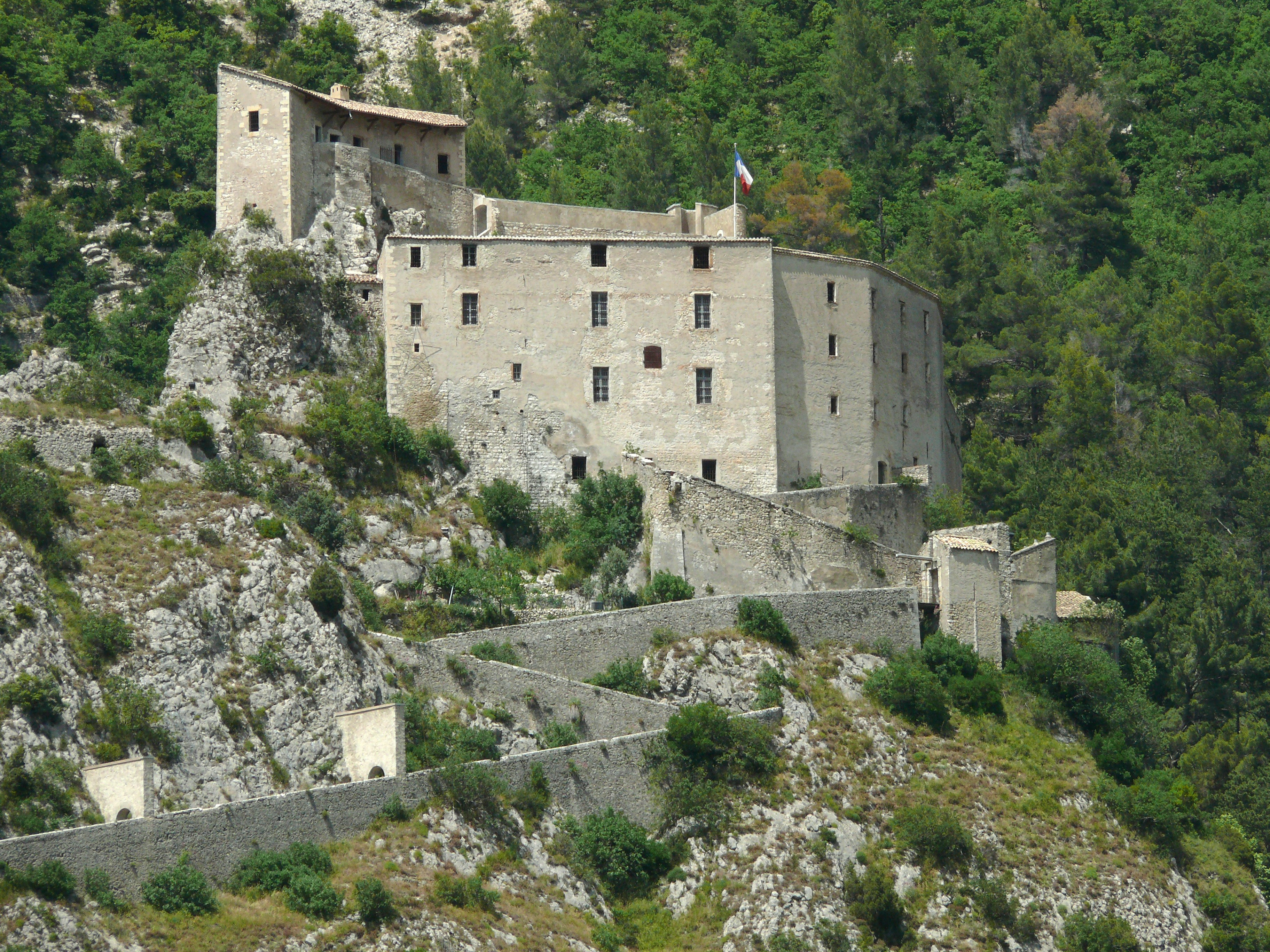
Крепость